# Abraham Seidenberg
Abraham Seidenberg   (Washington DC, 2 de juny de 1916 - Milà, 3 de maig de 1988) va ser un matemàtic estatunidenc.
Seidenberg es va graduar a la universitat de Maryland el 1937 i es va doctorar a la universitat Johns Hopkins el 1943. A partir de 1945 va ser professor de la universitat de Califòrnia a Berkeley fins que es va jubilar el 1987. L'any següent va morir sobtadament a Milà mentre estava allà de professor visitant.
Entre les seves publicacions de matemàtiques pures destaquen alguns treballs d'àlgebra commutativa, de geometria algebraica i d'àlgebra diferencial. Però els seus treballs més coneguts son els que va fer en el camp de la història de les matemàtiques antigues. L'estudi dels texts antics, indis, babilonis, egipcis i grecs, i, particularment, els Sulba Sutres indis, el va portar a concloure que la geometria tenia un origen ritual. Aquesta tesi, formulada er primer cop el 1960, va ser molt controvertida en aquell temps.